# Opopaea sallami
Espèce
Opopaea sallami est une espèce d'araignées aranéomorphes de la famille des Oonopidae.

## Distribution
Cette espèce se rencontre au Yémen et en Iran.

## Description
Le mâle holotype mesure 1,36 mm et la femelle paratype 1,46 mm

## Étymologie
Cette espèce est nommée en l'honneur d'Ahmed Sallam de l'université d'Aden.

## Publication originale
- Saaristo & van Harten, 2006 : The oonopid spiders (Araneae: Oonopidae) of mainland Yemen. Fauna of Arabia, vol. 21, p. 127-157.